# Печора (аэропорт)
Печора — аэропорт одноимённого города в Республике Коми. Расположен в речной части города.

## История
По ходатайству Совета Министров Коми АССР Совет Министров СССР своим распоряжением от 10 марта 1952 года разрешил произвести отвод земельного участка под строительство аэродрома ГВФ в Канинском лесничестве Кожвинского лесхоза площадью 102 га. 1 октября 1952 года на лётное поле произвел посадку первый самолёт Ли-2. Открылась новая воздушная трасса Сыктывкар — Ухта — Печора.
В 1956 году авиапредприятие было перебазировано из Канинского лесничества в Печору, на новый аэродром. С 1967 года аэропорт стал принимать самолёты Ан-10, Ан-12, Ан-24, с 1974 года — Ил-14, Як-40, с 1993 года — Ан-26. В середине 1990-х годов непродолжительное время выполнялся рейс Печора — Москва, на самолётах Як-42. Также аэропорт эксплуатировал вертолёты Ми-1, Ми-2, Ми-4, Ми-6, Ми-8, Ми-10. Монумент вертолёт Ми-8 установлен напротив здания пассажирского терминала в парковой зоне.
В 2022 году аэродром Печора был исключён из реестра российских аэродромов гражданской авиации.

## Принимаемые типыВС
Ан-2, Ан-24, Ан-26, Ан-28, Як-40, ATR 42, Let L-410 и более лёгкие, вертолёты всех типов. Классификационное число ВПП (PCN) 17/R/B/X/U.

## Показатели деятельности
| год        | 2014 | 2015 | 2016 | 2017 |
| пассажиров | 8882 | 8388 | 5978 | 5088 |
| Источники: |      |      |      |      |

## Авиакомпании
В аэропорту работает авиакомпания Комиавиатранс.